# Briesen (Mark)
Briesen (Mark) is een gemeente in de Duitse deelstaat Brandenburg, en maakt deel uit van de Landkreis Oder-Spree. Briesen telt 2.881 inwoners en wordt bestuurd door het Amt Odervorland.

## Geografie
Briesen ligt ten zuidoosten van Berlijn in het Berlijnse oerstroomdal. De plaats ligt aan de oude handelsstraat tussen Berlijn en Frankfurt (Oder). Tot de gemeente Briesen (Mark) behoren de ortsteile Alt Madlitz, Biegen, Briesen, Falkenberg en Wilmersdorf.

## Geschiedenis
Reeds rond het jaar 600 moet het gebied rond Briesen bewoond zijn. Bij de aanleg van de Bundesautobahn 12 werd een slavische nederzetting uit die tijd ontdekt. De oudste vermelding van Briesen stamt uit 1403.
Op 31 december 2002 werd de toenmalige gemeente Biegen geannexeerd; Madlitz-Wilmersdorf werd op 1 januari 2014 onderdeel van de gemeente.